# Прокоп, Ойген
Ойген Прокоп (нем. Eugen Prokop, урождённый Эвжен Роберт Прокоп, чеш. Evžen Robert Prokop; 30 апреля 1922, Фриштат, ныне в составе города Карвина, Чехословакия — 2005, Брюссель) — чешско-бельгийский скрипач.
Ученик Ярослава Коциана. В возрасте 14 лет дебютировал с оркестром, исполнив скрипичный концерт П. И. Чайковского. После Второй мировой войны обосновался в Бельгии. В 1950 году в Лондоне выиграл международный Конкурс скрипачей имени Карла Флеша. С 1953 года преподавал в консерватории Нового Южного Уэльса в Сиднее. В дальнейшем преподавал в Университете Болл в Манси (США), на протяжении более 40 лет был художественным руководителем музыкального фестиваля в Польенсе.
Записал скрипичные концерты Карла Стамица, Йиржи Антонина Бенды и Йозефа Мысливечека (с Пражским камерным оркестром, дирижёр Милош Садло), концерты Иоганна Себастьяна Баха и Йозефа Гайдна (с ансамблем «Токийские солисты»).